# Hurricane Heights
Die Hurricane Heights (englisch für Hurrikanhöhen) sind ein unregelmäßiger, hauptsächlich eisfreier Höhenzug von etwa bis zu 2000 m hohen Berggipfeln im ostantarktischen Viktorialand, In der Convoy Range ragen sie an der Südseite des Towle Valley auf.
Wissenschaftler einer von 1989 bis 1990 durchgeführten Kampagne im Rahmen des New Zealand Antarctic Research Programme benannten sie so wegen der hier häufig auftretenden starken Winde.